# Вулвіч (Мен)
Вулвіч (англ. Woolwich) — місто (англ. town) в США, в окрузі Саґадагок штату Мен. Населення — 3068 осіб (2020).

## Демографія
Згідно з переписом 2010 року, у місті мешкали 3072 особи в 1241 домогосподарстві у складі 908 родин. Було 1415 помешкань
Расовий склад населення:
| - 96,8 % — білих - 0,7 % — азіатів - 0,4 % — корінних американців - 0,3 % — чорних або афроамериканців |

До двох чи більше рас належало 1,7 %. Частка іспаномовних становила 1,1 % від усіх жителів.
За віковим діапазоном населення розподілялося таким чином: 21,0 % — особи молодші 18 років, 63,5 % — особи у віці 18—64 років, 15,5 % — особи у віці 65 років та старші. Медіана віку мешканця становила 44,6 року. На 100 осіб жіночої статі у місті припадало 97,8 чоловіків;  на 100 жінок у віці від 18 років та старших — 99,0 чоловіків також старших 18 років.
Середній дохід на одне домашнє господарство  становив 75 391 долар США (медіана — 74 148), а середній дохід на одну сім'ю — 87 154 долари (медіана — 83 077). Медіана доходів становила 51 850 доларів для чоловіків та 41 865 доларів для жінок. За межею бідності перебувало 6,6 % осіб, у тому числі 9,6 % дітей у віці до 18 років та 4,8 % осіб у віці 65 років та старших.
Цивільне працевлаштоване населення становило 1646 осіб. Основні галузі зайнятості: освіта, охорона здоров'я та соціальна допомога — 22,9 %, виробництво — 15,4 %, будівництво — 13,8 %.